# Forskningsstationer i Antarktis
Forskningsstationer i Antarktis finns från ett antal nationer. 1988 fanns ett 50-tal stationer, under 2010-talet cirka 70 stycken från 29 länder.

## Historia
I samband med Internationella geofysiska året 1957 etablerades ett internationellt samarbete, och cirka 55 forskningsstationer etablerades därefter på fastlandet och öar strax utanför. 600–700 övervintrande bemannade tidigt dessa stationer, och USA samt Sovjetunionen var mest aktiva i detta arbetet.
Den svenska forskningsstationen Svea etablerades i samband med en svensk polarexpedition 1988–1989. Man upprättade även en andra forskningsstation, Wasa, i Dronning Maud Land.

## Forskningsstationer iAntarktis, sorterade efter land

### Argentina
| Stationsnamn | Anlagd | Läge                                | Året runt ja/nej |
| ------------ | ------ | ----------------------------------- | ---------------- |
| Belgrano II  | 1979   | 77°51′S 34°33′V / 77.850°S 34.550°V | ja               |
| Brown        | 1951   | 64°52′S 62°54′V / 64.867°S 62.900°V | nej              |
| Camara       | 1953   | 62°36′S 59°54′V / 62.600°S 59.900°V | nej              |
| Carlini      | 1953   | 62°14′S 58°40′V / 62.233°S 58.667°V | ja               |
| Decepción    | 1948   | 62°59′S 60°43′V / 62.983°S 60.717°V | nej              |
| Esperanza    | 1952   | 63°24′S 56°59′V / 63.400°S 56.983°V | ja               |
| Marambio     | 1969   | 64°14′S 56°38′V / 64.233°S 56.633°V | ja               |
| Matienzo     | 1961   | 54°58′S 60°08′V / 54.967°S 60.133°V | nej              |
| Melchior     | 1947   | 64°20′S 62°59′V / 64.333°S 62.983°V | nej              |
| Orcadas      | 1904   | 60°44′S 44°44′V / 60.733°S 44.733°V | ja               |
| Petrel       | 1952   | 63°28′41″S 56°13′44″V               | nej              |
| Primavera    | 1977   | 64°09′S 60°58′V / 64.150°S 60.967°V | nej              |
| San Martín   | 1951   | 68°08′S 67°06′V / 68.133°S 67.100°V | ja               |
| Sobral       | 19..   | på Filchner Ice Shelf               | nej              |

### Australien
| Stationsnamn | Anlagd | Läge                                  | Året runt ja/nej |
| ------------ | ------ | ------------------------------------- | ---------------- |
| Casey        | 1959   | 66°17′S 110°32′Ö / 66.283°S 110.533°Ö | ja               |
| Davis        | 1957   | 68°35′S 77°58′Ö / 68.583°S 77.967°Ö   | ja               |
| Law Dome     | 19..   | 67°00′S 112°00′Ö / 67.000°S 112.000°Ö | nej              |
| Law Base     | 19..   | ?                                     | nej              |
| Mawson       | 1954   | 67°36′12″S 62°52′27″Ö                 | ja               |

### Brasilien
| Stationsnamn | Anlagd | Läge              | Året runt ja/nej |
| ------------ | ------ | ----------------- | ---------------- |
| Ferraz       | 1984   | King Georg Island | ja               |

### Bulgarien
| Stationsnamn         | Anlagd | Läge                                             | Året runt ja/nej |
| -------------------- | ------ | ------------------------------------------------ | ---------------- |
| St. Kliment Ohridski | 1988   | 62°38′S 60°22′V / 62.633°S 60.367°V Livingston Ö | nej              |

### Chile
| Stationsnamn | Anlagd | Läge                                | Året runt ja/nej |
| ------------ | ------ | ----------------------------------- | ---------------- |
| Carvajal     | 19..   | ?                                   | nej              |
| Escudero     | 1995   | 63°12′S 58°58′V / 63.200°S 58.967°V | ja               |
| Eduardo Frei | 1969   | 62°12′S 58°58′V                     | ja               |
| GGV          | 19..   | ?                                   | nej              |
| O'Higgins    | 1948   | 63°19′S 57°54′V / 63.317°S 57.900°V | ja               |
| Prat         | 19..   | Greenwich Ö                         | ja               |
| Risopatron   | 19..   | ?                                   | nej              |
| Yelcho       | 19..   | ?                                   | nej              |

### Ecuador
| Stationsnamn            | Anlagd | Läge        | Året runt ja/nej |
| ----------------------- | ------ | ----------- | ---------------- |
| Pedro Vicente Maldonado | 19..   | Greenwich Ö | nej              |

### Finland
| Stationsnamn | Anlagd | Läge                                                     | Året runt ja/nej |
| ------------ | ------ | -------------------------------------------------------- | ---------------- |
| Aboa         | 1988   | 73°03′S 13°25′V / 73.050°S 13.417°V Drottning Mauds land | nej              |

### Frankrike
| Stationsnamn       | Anlagd | Läge                                  | Året runt ja/nej |
| ------------------ | ------ | ------------------------------------- | ---------------- |
| Alfred Faure       | 1964   | 46°25′S 51°51′Ö / 46.417°S 51.850°Ö   | ja               |
| Concordia (Dome C) | 1997   | 75°06′S 123°21′Ö / 75.100°S 123.350°Ö | ja               |
| Dumont d'Urville   | 1956   | 66°40′S 140°01′Ö / 66.667°S 140.017°Ö | ja               |
| Martin-de-Viviès   | 1950   | 37°41′S 77°31′Ö / 37.683°S 77.517°Ö   | ja               |
| Port aux Français  | 1951   | 49°21′S 70°13′Ö / 49.350°S 70.217°Ö   | ja               |

### Indien
| Stationsnamn     | Anlagd | Läge                                          | Året runt ja/nej |
| ---------------- | ------ | --------------------------------------------- | ---------------- |
| Bharatistationen | 2012   | 69°24′28″S 76°11′14″Ö / 69.40778°S 76.18722°Ö | ja               |
| Maitri           | 1989   | 70°46′S 11°44′Ö / 70.767°S 11.733°Ö           | ja               |

### Italien
| Stationsnamn    | Anlagd | Läge                                  | Året runt ja/nej |
| --------------- | ------ | ------------------------------------- | ---------------- |
| Concordia       | 1997   | 75°06′S 123°21′Ö / 75.100°S 123.350°Ö | ja               |
| Mario Zucchelli | 1985   | 74°41′S 164°07′Ö / 74.683°S 164.117°Ö | nej              |

### Japan
| Stationsnamn | Anlagd | Läge                                | Året runt ja/nej |
| ------------ | ------ | ----------------------------------- | ---------------- |
| Asuka        | 1984   | 71°31′S 24°08′Ö                     | nej              |
| Dome Fuji    | 1995   | 77°19′S 39°42′Ö / 77.317°S 39.700°Ö | nej              |
| Mizuho       | 1970   | 70°41′S 44°19′Ö                     | nej              |
| Syowa        | 1957   | 69°00′S 39°35′Ö / 69.000°S 39.583°Ö | ja               |

### Kina
| Stationsnamn | Anlagd | Läge                                          | Året runt ja/nej |
| ------------ | ------ | --------------------------------------------- | ---------------- |
| Great Wall   | 1985   | 62°13′S 58°58′V                               | ja               |
| Kunlun       | 2009   | 80°25′01″S 77°06′58″Ö / 80.41694°S 77.11611°Ö | ja               |
| Taishan      | 2014   | 73°51′50″S 76°58′29″Ö / 73.86389°S 76.97472°Ö | ja               |
| Zhongshan    | 1989   | 69°22′S 76°23′Ö / 69.367°S 76.383°Ö           | ja               |

### Norge
| Stationsnamn | Anlagd | Läge                               | Året runt ja/nej |
| ------------ | ------ | ---------------------------------- | ---------------- |
| Tor          | 1992   | 71°53′S 05°09′Ö / 71.883°S 5.150°Ö | nej              |
| Troll        | 1989   | 72°00′S 02°32′Ö / 72.000°S 2.533°Ö | ja               |

### Nya Zeeland
| Stationsnamn | Anlagd | Läge                                  | Året runt ja/nej |
| ------------ | ------ | ------------------------------------- | ---------------- |
| Scott        | 1957   | 77°51′S 166°46′Ö / 77.850°S 166.767°Ö | ja               |

### Peru
| Stationsnamn | Anlagd | Läge               | Året runt ja/nej |
| ------------ | ------ | ------------------ | ---------------- |
| Machu Picchu | 19..   | King George Island | nej              |

### Polen
| Stationsnamn | Anlagd | Läge              | Året runt ja/nej |
| ------------ | ------ | ----------------- | ---------------- |
| Arctowski    | 1977   | King Georg Island | ja               |

### Ryssland
| Stationsnamn     | Anlagd | Läge                  | Året runt ja/nej |
| ---------------- | ------ | --------------------- | ---------------- |
| Bellingshausen   | 1968   | 62°11'47"S 58°57'39"Ö | ja               |
| Mirnyj           | 1956   | 66°33'S 93°01'Ö       | ja               |
| Novolazarevskaja | 1961   | 70°46'36"S 11°49'18"Ö | ja               |
| Progress II      | 1988   | 69°23'S 76°23'Ö       | ja (sedan 2013)  |
| Vostok           | 1957   | 78°28'S 106°52'Ö      | ja               |

### Spanien
| Stationsnamn        | Anlagd | Läge              | Året runt ja/nej |
| ------------------- | ------ | ----------------- | ---------------- |
| Gabriel de Castilla | 1990   | Deception Island  | nej              |
| Juan Carlos I       | 1988   | Livingston Island | nej              |

### Storbritannien
| Stationsnamn      | Anlagd | Läge            | Året runt ja/nej |
| ----------------- | ------ | --------------- | ---------------- |
| Bird              | 19..   | Sydgeorgien     | ja               |
| Halley            | 1956   | 75°35'S 26°34'V | ja               |
| King-Edward-Point | 19..   | Sydgeorgien     | ja               |
| Rothera           | 1975   | 67°34'S 68°08'Ö | ja               |
| Signy             | 19..   | Orkney Öar      | nej              |

### Sverige
| Stationsnamn | Anlagd | Läge                                                      | Året runt ja/nej |
| ------------ | ------ | --------------------------------------------------------- | ---------------- |
| Svea         | 1988   | 74°35′S 11°13′V / 74.583°S 11.217°V                       | nej              |
| Wasa         | 1989   | 73°03′S 13°25′V / 73.050°S 13.417°V (bredvid finska ABOA) | nej              |

### Sydafrika
| Stationsnamn | Anlagd | Läge            | Året runt ja/nej |
| ------------ | ------ | --------------- | ---------------- |
| E-Base       | 19..   | ?               | nej              |
| Gough        | 1956   | 40°21'S 9°52'V  | ja               |
| Marion       | 1947   | 46°52'S 37°51'Ö | ja               |
| SANAE IV     | 1959   | 71°40'S 2°51'V  | ja               |

### Sydkorea
| Stationsnamn | Anlagd | Läge               | Året runt ja/nej |
| ------------ | ------ | ------------------ | ---------------- |
| Jang Bogo    | 2014   | Terra Nova Bay     | ja               |
| King Sejong  | 1988   | King George Island | ja               |

### Tyskland
| Stationsnamn                 | Anlagd             | Läge              | Året runt ja/nej |
| ---------------------------- | ------------------ | ----------------- | ---------------- |
| Dallmann                     | 19..               | King Georg Island | nej              |
| Georg Forster                | 1976 (Östtyskland) | 70°46'S 11°51'Ö   | nedlagd 1993     |
| Gondwana (forskningsstation) | 1983               | 74°38′S 164°13′Ö  | nej              |
| Kohnen                       | 2001               | 75°00'S 00°04'Ö   | nej              |
| Neumayer                     | 1981               | 70°39'S 8°15'V    | ja               |

### Ukraina
| Stationsnamn | Anlagd | Läge       | Året runt ja/nej |
| ------------ | ------ | ---------- | ---------------- |
| Vernadsky    | 1947   | Galindez Ö | ja               |

### Uruguay
| Stationsnamn | Anlagd | Läge               | Året runt ja/nej |
| ------------ | ------ | ------------------ | ---------------- |
| Artigas      | 1984   | King George Island | ja               |

### USA
| Stationsnamn                    | Anlagd | Läge                    | Året runt ja/nej |
| ------------------------------- | ------ | ----------------------- | ---------------- |
| McMurdo Station                 | 1956   | 77°51'S 166°40'Ö        | ja               |
| Byrd Station                    | 1957   | 80°01′00″S 119°32′00″V  | nej              |
| Palmer Station                  | 1968   | 64°46′27.1″S 64°03′11″V | ja               |
| Amundsen-Scott-basen (Sydpolen) | 1957   | 89°59'51"S 139°16'22"Ö  | ja               |